# Engden
Engden là một đô thị ở huyện Grafschaft Bentheim trong bang Niedersachsen, Đức.
Engden nằm giữa Nordhorn và Schüttorf. Dân số cuối năm 2006 là 440 người.